# Società Sportiva Akragas Città dei Templi 2014-2015
Questa voce raccoglie le informazioni riguardanti la Società Sportiva Akragas Città dei Templi nelle competizioni ufficiali della stagione 2014-2015.

## Divise e sponsor
| Manica sinistra · Manica sinistra · Maglietta · Maglietta · Manica destra · Pantaloncini · Pantaloncini · Calzettoni |
| Casa |

| Manica sinistra · Manica sinistra · Maglietta · Maglietta · Manica destra · Manica destra · Pantaloncini · Calzettoni |
| Trasferta |

## Rosa
| N. |                   | Ruolo | Calciatore            |
| -- | ----------------- | ----- | --------------------- |
|    | Italia (bandiera) | P     | Riccardo D'Alessandro |
|    | Italia (bandiera) | P     | Alessandro Evola      |
|    | Italia (bandiera) | P     | Antonio Lo Monaco     |
|    | Italia (bandiera) | D     | Riccardo Pellegrino   |
|    | Italia (bandiera) | D     | Maurizio Maraucci     |
|    | Italia (bandiera) | D     | Agatino Chiavaro      |
|    | Italia (bandiera) | D     | Pietro Dentice        |
|    | Italia (bandiera) | D     | Andrea De Rossi       |
|    | Italia (bandiera) | D     | Simone Napoli         |
|    | Italia (bandiera) | D     | Vittorio Terminello   |
|    | Italia (bandiera) | D     | Francesco Vindigni    |
|    | Italia (bandiera) | C     | Davide Baiocco        |

| N. |                           | Ruolo | Calciatore           |
| -- | ------------------------- | ----- | -------------------- |
|    | Italia (bandiera)         | C     | Alessandro Bonaffini |
|    | Italia (bandiera)         | C     | Andrea Risolo        |
|    | Italia (bandiera)         | C     | Emanuele Trofo       |
|    | Italia (bandiera)         | A     | Francesco Perrone    |
|    | Italia (bandiera)         | A     | Filippo Tiscione     |
|    | Argentina (bandiera)      | A     | Lucas Longoni        |
|    | Italia (bandiera)         | A     | Nicola Arena         |
|    | Italia (bandiera)         | A     | Emanuele Catania     |
|    | Costa d'Avorio (bandiera) | A     | Dezai Ange Tresor    |
|    | Italia (bandiera)         | A     | Giuseppe Meloni      |
|    | Italia (bandiera)         | A     | Giuseppe Savanarola  |

## Risultati

### Serie D

#### Girone di andata
| Arbitro: | Daniele De Remigis (Teramo) |

|             |           |                            |
| Tarallo 50’ | Marcatori | 54’ Catania 78’ Savanarola |

| Arbitro: | Raffaele Agrò (Terni) |

|                  |           |  |
| Arena 90’ (rig.) | Marcatori |  |

| Arbitro: | Nicolò Cipriani (Empoli) |

|                         |           |             |
| Candiano 35’ Caputa 82’ | Marcatori | 38’ Catania |

| Agrigento 28 settembre 2014, ore 15:00 CEST 4ª giornata | Akragas                                 | 0 – 0 referto | Montalto Uffugo | Stadio Esseneto (ca 1.500 spett.)\| Arbitro: \| Michele Somma (Castellammare di Stabia) \| |
| Arbitro:                                                | Michele Somma (Castellammare di Stabia) |               |                 |                                                                                            |

| Arbitro: | Simone Acquapendente (Genova) |

|                  |           |  |
| Arena 41’ (rig.) | Marcatori |  |

| Noto 12 ottobre 2014, ore 15:00 CEST 6ª giornata | Noto                     | 0 – 3 referto | Akragas | Stadio Giovanni Palatucci\| Arbitro: \| Claudio Gualtieri (Asti) \| |
| Arbitro:                                         | Claudio Gualtieri (Asti) |               |         |                                                                     |

| Agrigento 19 ottobre 2014, ore 15:00 CEST 7ª giornata | Akragas | 0 – 0 | Battipagliese | Stadio Esseneto |

| Sorrento 26 ottobre 2014, ore 15:00 CEST 8ª giornata | Sorrento | 1 – 2 | Akragas |  |

| Agrigento 2 novembre 2014, ore 15:00 CEST 9ª giornata | Akragas | 1 – 1 | Roccella | Stadio Esseneto |

| Mugnano di Napoli 9 novembre 2014, ore 15:00 CEST 10ª giornata | Neapolis | 2 – 2 | Akragas |  |

| Agrigento 16 novembre 2014, ore 15:00 CEST 11ª giornata | Akragas | 3 – 2 | Nerostellati Frattese | Stadio Esseneto |

| Torrecuso 23 novembre 2014, ore 14:30 CEST 12ª giornata | Torrecuso | 1 – 1 | Akragas |  |

| Agrigento 30 novembre 2014, ore 15:00 CEST 13ª giornata              | Akragas   | 2 – 1        | Tiger Brolo | Stadio Esseneto |
| \| \| \| \| \| Arena 18’ Catania 69’ \| Marcatori \| 16’ Di Senso \| |           |              |             |                 |
|                                                                      |           |              |             |                 |
| Arena 18’ Catania 69’                                                | Marcatori | 16’ Di Senso |             |                 |

| Gliaca 6 dicembre 2014, ore 14:30 CEST 14ª giornata                                                 | Orlandina | 0 – 5                                                             | Akragas |  |
| \| \| \| \| \| \| Marcatori \| 38’ (rig.) Arena 41’ Catania 46’ Meloni 74’ Tresor 87’ Savanarola \| |           |                                                                   |         |  |
| |           |                                                                   |         |  |
| | Marcatori | 38’ (rig.) Arena 41’ Catania 46’ Meloni 74’ Tresor 87’ Savanarola |         |  |

| Agrigento 14 dicembre 2014, ore 14:30 CET 15ª giornata                                       | Akragas   | 4 – 2                    | HinterReggio | Stadio Esseneto |
| \| \| \| \| \| Chiavaro 11’ Meloni 22’, 71’, 89’ \| Marcatori \| 10’ Lavredi 69’ Crisalli \| |           |                          |              |                 |
|                                                                                              |           |                          |              |                 |
| Chiavaro 11’ Meloni 22’, 71’, 89’                                                            | Marcatori | 10’ Lavredi 69’ Crisalli |              |                 |

| Marcianise 21 dicembre 2014, ore 15:00 CEST 16ª giornata | Progreditur Marcianise | 0 – 2 | Akragas |  |

| Agrigento 4 gennaio 2015, ore 15:00 CEST 17ª giornata                          | Akragas   | 2 – 2                    | Rende | Stadio Esseneto |
| \| \| \| \| \| Chiavaro 25’, 90+3’ \| Marcatori \| 12’ Simeri 24’ Gigliotti \| |           |                          |       |                 |
|                                                                                |           |                          |       |                 |
| Chiavaro 25’, 90+3’                                                            | Marcatori | 12’ Simeri 24’ Gigliotti |       |                 |

#### Girone di ritorno
| Agrigento 11 gennaio 2015, ore 14:30 CET 18ª giornata                                     | Akragas   | 2 – 2                         | Agropoli | Stadio Esseneto |
| \| \| \| \| \| Catania 6’ Savanarola 45’ \| Marcatori \| 56’ Alfano 68’ (rig.) Tarallo \| |           |                               |          |                 |
|                                                                                           |           |                               |          |                 |
| Catania 6’ Savanarola 45’                                                                 | Marcatori | 56’ Alfano 68’ (rig.) Tarallo |          |                 |

| gennaio 2015, ore 14:30 CET 19ª giornata | Gioiese | 0 – 0 | Akragas |  |

| Agrigento 2015, ore 14:30 CET 20ª giornata                                       | Akragas   | 4 – 0 | Leonfortese | Stadio Esseneto |
| \| \| \| \| \| Meloni 6’ Savanarola 52’ Arena 83’ Longoni 85’ \| Marcatori \| \| |           |       |             |                 |
|                                                                                  |           |       |             |                 |
| Meloni 6’ Savanarola 52’ Arena 83’ Longoni 85’                                   | Marcatori |       |             |                 |

| 2015, ore 14:30 CET 21ª giornata                                                                                   | Montalto Uffugo | 1 – 5                                                         | Akragas |  |
| \| \| \| \| \| Musacco 47’ (rig.) \| Marcatori \| 26’ Arena 39’ Catania 44’ Meloni 53’ Savanarola 85’ Bonaffini \| |                 |                                                               |         |  |
| |                 |                                                               |         |  |
| Musacco 47’ (rig.)                                                                                                 | Marcatori       | 26’ Arena 39’ Catania 44’ Meloni 53’ Savanarola 85’ Bonaffini |         |  |

| 2015, ore 14:30 CET 22ª giornata                                     | Due Torri | 1 – 2             | Akragas |  |
| \| \| \| \| \| Provenzano 90+2’ \| Marcatori \| 65’, 90’ Tiscione \| |           |                   |         |  |
|                                                                      |           |                   |         |  |
| Provenzano 90+2’                                                     | Marcatori | 65’, 90’ Tiscione |         |  |

| Agrigento 22 febbraio 2015, ore 14:30 CET 23ª giornata                   | Akragas   | 3 – 1      | Noto |  |
| \| \| \| \| \| Tiscione 3’, 64’ Meloni 19’ \| Marcatori \| 8’ Cocuzza \| |           |            |      |  |
|                                                                          |           |            |      |  |
| Tiscione 3’, 64’ Meloni 19’                                              | Marcatori | 8’ Cocuzza |      |  |

| Arbitro: | Camplone (Pescara) |

|  |           |              |
|  | Marcatori | 38’ Tiscione |

| Agrigento 8 marzo 2015, ore 14:30 CET 25ª giornata                                     | Akragas   | 4 – 0 | Sorrento | Stadio Esseneto |
| \| \| \| \| \| Tresor 45+3’ Savanarola 62’ Meloni 84’ Catania 90+3’ \| Marcatori \| \| |           |       |          |                 |
|                                                                                        |           |       |          |                 |
| Tresor 45+3’ Savanarola 62’ Meloni 84’ Catania 90+3’                                   | Marcatori |       |          |                 |

| Roccella Ionica 15 marzo 2015, ore 14:30 CET 26ª giornata | Roccella | 1 – 1 | Akragas | Stadio Ninetto Muscolo |

| Agrigento 22 marzo 2015, ore 14:30 CET 27ª giornata                   | Akragas   | 2 – 1      | Neapolis | Stadio Esseneto |
| \| \| \| \| \| Catania 29’ Chiavaro 44’ \| Marcatori \| 63’ Prisco \| |           |            |          |                 |
|                                                                       |           |            |          |                 |
| Catania 29’ Chiavaro 44’                                              | Marcatori | 63’ Prisco |          |                 |

| Frattamaggiore 29 marzo 2015, ore 15:00 CEST 28ª giornata                                             | Nerostellati Frattese | 3 – 3                                | Akragas | Stadio Pasquale Ianniello |
| \| \| \| \| \| Bonavolontà 10’ Longo 30’, 79’ \| Marcatori \| 14’ Meloni 19’ De Rossi 42’ Maraucci \| |                       |                                      |         |                           |
| |                       |                                      |         |                           |
| Bonavolontà 10’ Longo 30’, 79’                                                                        | Marcatori             | 14’ Meloni 19’ De Rossi 42’ Maraucci |         |                           |

| Agrigento 2 aprile 2015, ore 15:00 CEST 29ª giornata | Akragas | 3 – 0 | Torrecuso | Stadio Esseneto |

| Brolo 12 aprile 2015, ore 15:00 CEST 30ª giornata           | Tiger Brolo | 1 – 1        | Akragas | Stadio Antonio Cipriano |
| \| \| \| \| \| Calabrese 2’ \| Marcatori \| 51’ Tiscione \| |             |              |         |                         |
|                                                             |             |              |         |                         |
| Calabrese 2’                                                | Marcatori   | 51’ Tiscione |         |                         |

| Agrigento 19 aprile 2015, ore 15:00 CEST 31ª giornata                                                                               | Akragas   | 8 – 1       | Orlandina | Stadio Esseneto |
| \| \| \| \| \| Meloni 7’, 58’, 85’ Catania 54’, 72’ Vindigni 64’ (rig.) Bonaffini 66’ Savanarola 75’ \| Marcatori \| 76’ Vommaro \| |           |             |           |                 |
| |           |             |           |                 |
| Meloni 7’, 58’, 85’ Catania 54’, 72’ Vindigni 64’ (rig.) Bonaffini 66’ Savanarola 75’                                               | Marcatori | 76’ Vommaro |           |                 |

| Arbitro: | Pedretti (Brescia) |

|           |           |             |
| Corso 34’ | Marcatori | 55’ Catania |

| Agrigento 3 maggio 2015, ore 15:00 CEST 33ª giornata | Akragas              | 6 – 0 | Progreditur Marcianise | Stadio Esseneto\| Arbitro: \| Lo Prete (Catanzaro) \| |
| Arbitro:                                             | Lo Prete (Catanzaro) |       |                        |                                                       |

| Rende 10 maggio 2015, ore 15:00 CEST 34ª giornata      | Rende     | 1 – 1     | Akragas | Stadio Marco Lorenzon |
| \| \| \| \| \| Simeri 68’ \| Marcatori \| 70’ Arena \| |           |           |         |                       |
|                                                        |           |           |         |                       |
| Simeri 68’                                             | Marcatori | 70’ Arena |         |                       |

#### Poule Scudetto
| Arbitro: | Marini (Trieste) |

|                                                |           |                   |
| Arena 7’ Savanarola 61’ (rig.), 79’ Tresor 64’ | Marcatori | 73’ (rig.) Chiesa |

| Andria 24 maggio 2015, ore 20:30 CEST Triangolare 3 - 3ª giornata | Fidelis Andria   | 0 – 0 | Akragas | Stadio Degli Ulivi\| Arbitro: \| Paterna (Teramo) \| |
| Arbitro:                                                          | Paterna (Teramo) |       |         |                                                      |

| Arbitro: | Chindemi (Viterbo) |

|            |           |                                               |
| Romano 38’ | Marcatori | 9’ De Rossi 45+1’ (aut.) Garaffoni 52’ Meloni |

| Arbitro: | Detta (Mantova) |

|                                        |                      |                                     |
| Portanova 4’, 14’                      | Marcatori            | 80’ (rig.) Meloni 90+1’ Perrone     |
| Riva Russo Titone Nocentini Giovanelli | Tiri di rigore 5 – 3 | Catania Bonaffini Meloni Savanarola |

### Coppa Italia

#### Turni preliminari
| Arbitro: | Boggi (Salerno) |

|                               |           |  |
| Martignago 26’ Silva Reis 72’ | Marcatori |  |

### Coppa Italia Serie D
| Arbitro: | Francesco Raciti (Acireale) |

|                                         |           |                        |
| Savanarola 15’ Chiaria 55’ Assenzio 59’ | Marcatori | 26’ (rig.), 65’ Caputa |

| Arbitro: | Meleleo (Catanzaro) |

|                               |           |                         |
| Astarita 3’ Meloni 65’ (rig.) | Marcatori | 90+3’ (rig.) Provenzano |

| Arbitro: | Meraviglia (Pistoia) |

|  |           |                                              |
|  | Marcatori | 30’ (rig.) Branicki 55’ Castaldo 90+1’ Pinto |

## Statistiche

### Andamento in campionato
| Giornata  | 1 | 2 | 3 | 4 | 5 | 6 | 7 | 8 | 9 | 10 | 11 | 12 | 13 | 14 | 15 | 16 | 17 | 18 | 19 | 20 | 21 | 22 | 23 | 24 | 25 | 26 | 27 | 28 | 29 | 30 | 31 | 32 | 33 | 34 |
| --------- | - | - | - | - | - | - | - | - | - | -- | -- | -- | -- | -- | -- | -- | -- | -- | -- | -- | -- | -- | -- | -- | -- | -- | -- | -- | -- | -- | -- | -- | -- | -- |
| Luogo     | T | C | T | C | C | T | C | T | C | T  | C  | T  | C  | T  | C  | T  | C  | C  | T  | C  | C  | T  | C  | T  | C  | T  | C  | T  | C  | T  | C  | T  | C  | T  |
| Risultato | V | V | P | N | V | V | N | V | N | N  | V  | N  | V  | V  | V  | V  | N  | N  | N  | V  | V  | V  | V  | V  | V  | N  | V  | N  | V  | N  | V  | N  | V  | N  |
| Posizione | 1 | 1 | 2 | 2 | 2 | 2 | 3 | 2 | 2 | 3  | 2  | 2  | 2  | 2  | 1  | 1  | 1  | 2  | 2  | 2  | 1  | 1  | 1  | 1  | 1  | 1  | 1  | 1  | 1  | 1  | 1  | 1  | 1  | 1  |

Fonte: Datasport
Legenda:

Luogo: C = Casa; T = Trasferta. Risultato: V = Vittoria; N = Pareggio; P = Sconfitta.